# Edicle
Un edicle o edícula (del llatí aediculum) és un edifici de petites dimensions. També es pot anomenar templet. Segons Plaute, en singular, aediculum, significa habitació, i Terenci explica que en plural, aedicula, és una caseta. S'utilitza normalment en el sentit de santuari.
Al món antic, es tractava sovint de petits altars o capelles afegides a les parets dels temples, diu Titus Livi, i d'algunes cases que servien com a tabernacle o reliquiari. Sovint, les edícules adjuntes a les cases incloïen els penats i els Lars. Altres vegades portaven la imatge del déu del carrer o del barri (vicus) on es trobaven. Petits templets semblants, anomenats naiskos, es trobaven a la religió grega, però el seu ús era estrictament religiós.
En les esglésies cristianes, els edicles que cobreixen els altars reben el nom de baldaquí. En l'art neoclàssic, els edicles són bastant freqüents, especialment per aixoplugar estàtues que serveixen d'ornamentació als jardins. Destaquen, per exemple, els que es troben al Parc del Laberint d'Horta, a Barcelona.